# Сулейман-паша Маленький
Сулейман-паша Маленький или Кучук Сулейман (араб. سليمان باشا ‎; ум. 1812) — правитель Ирака (1807—1812) из мамлюкской династии.

## Предыстория
В 1638 году Мурад IV взял Багдад и установил контроль над междуречьем Тигра и Ефрата. В XVII веке конфликты с Персией ослабили силы Османской империи в Ираке. Ослабление центральной власти в Ираке привело к усилению племенной знати и вылилось в обострение вражды между суннитами и шиитами. Положение ухудшилось после вторжения племен бедуинов из Аравии. Бедуинские налёты на Ирак сильно разрушали экономику провинции. Курды под предводительством династия Бабан подняли восстание и начала вооружённые действия против османских войск, вскоре они овладели всем Иракским Курдистаном. Между 1625 и 1668 годами и с 1694 по 1701 год местные шейхи из рода Сиябов правили Басрой как независимые правители и игнорировали власть османского паши в Багдаде. Для наведения порядка в Ирак был отправлен Вали Карамании мамлюк грузинского происхождения Хасан Паша. С момента его назначения пашей Багдада начинается история мамлюкской династии в Ираке. Хасан Паша улучшил управление страной, наладил работу чиновничьего аппарата и обороноспособность провинции. Его сын и преемник Ахмад Паша продолжал политику отца, при нём было создано элитное подразделение состоящее из мамлюков «Грузинская гвардия». При преемнике и зяте Ахмада Паши Сулеймане-паше Абу-Лейле Ирак превратился в практически независимую провинцию. Османская империя пыталась вернуть влияние на провинцию после смерти Абу-Лейлы, но при Сулеймане-паше Великом разрыв между Ираком и Портой увеличился ещё больше. После смерти Сулеймана-паши Великого наступил период междоусобицы, отягощенный вторжением ваххабитов из Аравии. Предшественник Сулеймана-паши Маленького, его дядя Али-паша пытался противостоять вторжению ваххабитов, но был убит 1807 году.

## Биография
Сулейман-паша Маленький был сыном Сулеймана-паши Великого. После убийства его дяди Али-паши в 1807 году Сулейман-Паша принял управление над Ираком. Ему удалось отбить 50-тысячную армию ваххабитов, пытавшихся захватить Багдад.
В 1810 году султан Махмуд II (1808-1839 год) попытался установить контроль над провинцией и вытеснить мамлюков из Багдада. В 1812 году османские войска свергли и убили Сулеймана, но не смогли удержать контроль над страной. В 1813 году власть в Ираке захватил сын Сулеймана-паши Великого Саид-Паша. Османское правительство с неохотой признало его власть.